# Marie-Thérèse Orain
 (octobre 2024).
Pour les articles homonymes, voir Orain.
Marie-Thérèse Orain, née le 13 février 1935 à Clermont-Ferrand, est une comédienne, chanteuse, interprète, et occasionnellement chanteuse d'opérette française.
Avec une carrière débutée en 1958, elle est aujourd'hui reconnue, au même titre que Francesca Solleville, comme l'une des dernières interprètes de la chanson française comme genre musical.

## Biographie

### Enfance et formation
Marie-Thérèse Orain passe son enfance à Clermont-Ferrand où ses parents tiennent une brasserie. Après la guerre, elle suit sa famille qui fait le choix d'ouvrir un hôtel à Nice. Peu attirée par les études, elle décide de mettre un terme à ces dernières quelques mois avant le baccalauréat, pour jouer la comédie. Malgré le scepticisme de ses parents, qui l'emploient à la plonge dans le restaurant de l'hôtel, elle débute en septembre 1953 les cours au conservatoire de Nice.
En octobre 1956, après avoir remporté la finale du concours "Naissance d'une étoile" à Monte-Carlo, dont Marie Lafôret sortira première également en 1959, elle remporte 1000 francs, quitte la Côte d'Azur et monte à Paris. Elle y intègre le cours Simon après avoir échoué à l'examen d'entrée au conservatoire de Paris. Elle prend en parallèle des cours de chant chez Christiane Néré. 

### Débuts en tant qu'actrice
Sa première apparition au cinéma date de 1959 pour un second rôle dans le film de Michel Boisrond, Voulez-vous danser avec moi ?, avec Brigitte Bardot, Henri Vidal et Dario Moreno. La même année, elle est engagée par Roger Pierre et Jean-Marc Thibault pour rejoindre leur compagnie qui joue une revue à l'Alhambra tout d'abord, puis au Théâtre des Variétés.

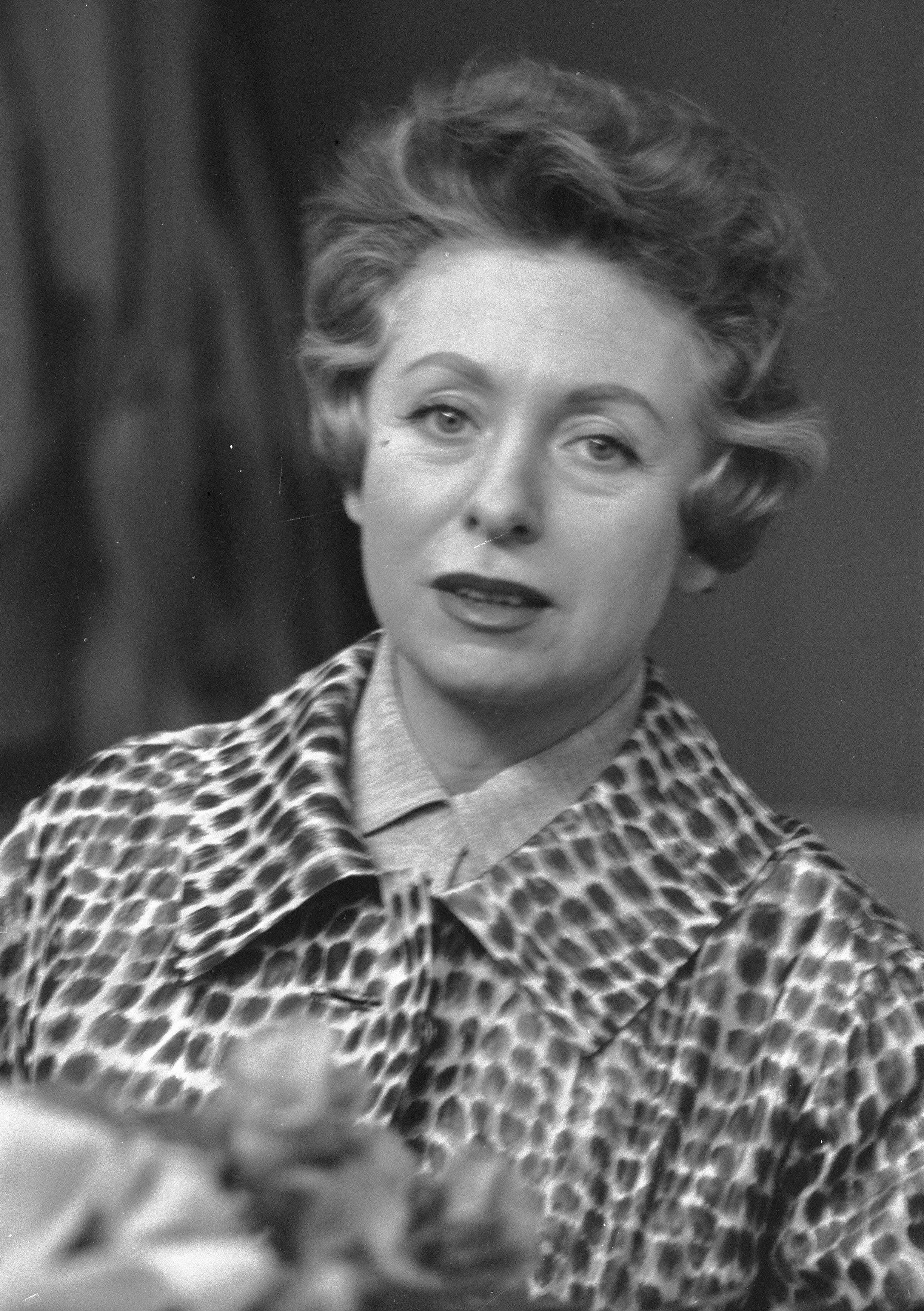
Patachou

De 1960 à 1962 elle est à l'affiche d'Oscar, pièce de Claude Magnier, aux côtés de Louis de Funès, Guy Bertil et Maria Pacôme. Elle part en tournée avec la troupe au Maghreb.
En 1960, elle joue, accompagnée de Patachou, Christian Alers et Jackie Sardou, dans Impasse de la Fidélité d'Alexandre Breffort, au Théâtre des Ambassadeurs.

### Carrière de chanteuse
Elle fait sa première émission télévisée en 1961, accompagnée par Guy Béart dans "L'Ecole des vedettes" présentée par Aimée Mortimer. Elle y chante Mon Ile, chanson écrite par Colette Renard et composée par Jacques Datin et Raymond Legrand.

#### Les cabarets de la Rive Gauche

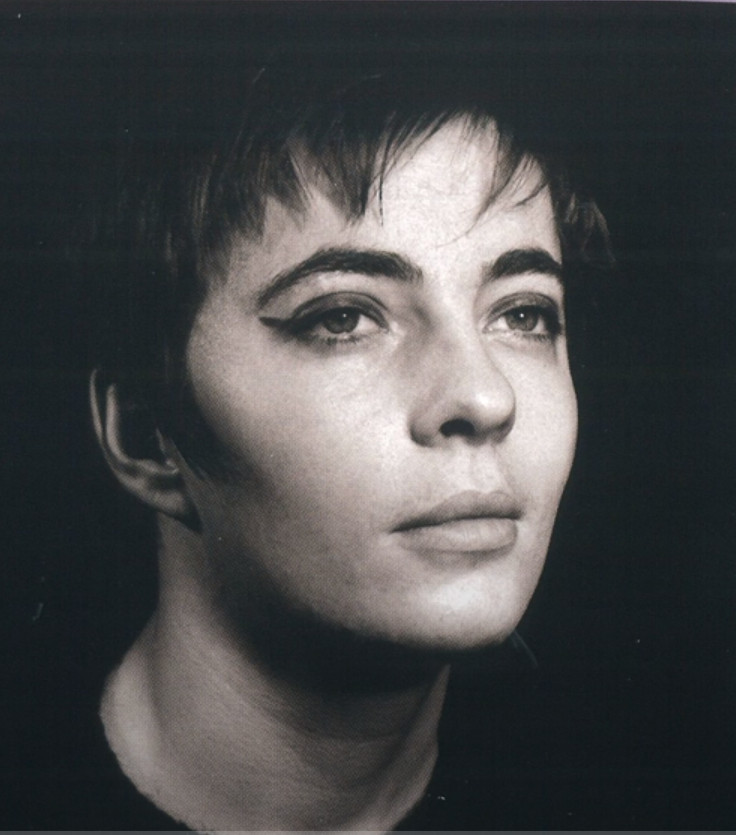
Gribouille

Remarquée et encouragée par la chanteuse Patachou, qui deviendra sa marraine de métier, elle débute véritablement sa carrière de chanteuse en 1962 à l'Echelle de Jacob, cabaret tenu par Suzy Lebrun. Son talent d'interprétation est rapidement remarqué et lui permet de fréquenter de nombreuses scènes parisiennes de la "rive gauche", notamment celles de La Colombe ou de L'Ecluse. Son répertoire lie principalement chansons comiques et théâtrales (signées Jacques Debronckart) et textes plus littéraires issus des répertoires de Gribouille, Léo Ferré, Bernard Dimey ou Anne Sylvestre. Certains artistes comme Marie-Paule Belle reconnaissent avoir beaucoup appris en assistant à des récitals de Marie-Thérèse Orain. Au fil des années passées dans les cabarets, elle croise sur scène et dans le public de grands noms de la chanson comme Claude Nougaro, Damia ou La Houppa, et se lie d'amitié avec Barbara, Cora Vaucaire ou encore Françoise Mallet-Joris. Elle noue une relation fusionnelle avec la chanteuse Gribouille. 
En 1964, elle passe dans le programme de Charles Trenet au cabaret la Tête de l'Art, situé avenue de l'Opéra à Paris. Elle se produit aussi sur la scène du Milord l'Arsouille, de la Galerie 55 ou encore dans le cabaret de Suzy Solidor.
En 1968, elle enregistre son premier 45 tours, avec quatre chansons signées Serge Lama et Yves Gilbert.

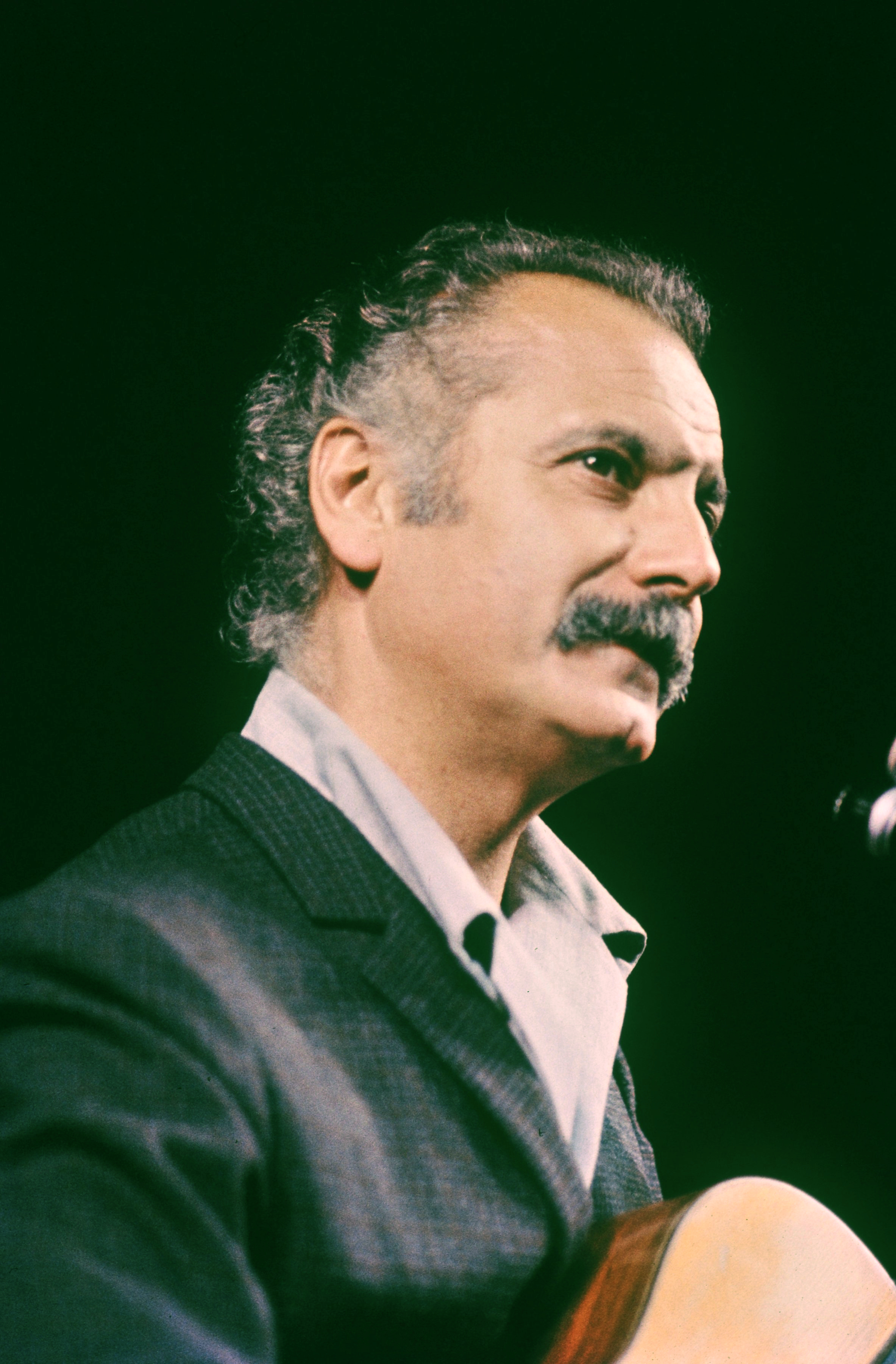
Georges Brassens

D'octobre 1972 à janvier 1973, puis d'octobre 1976 à mars 1977, elle est programmée en première partie du récital de Georges Brassens à Bobino. Brassens, pour la remercier, lui écrit un mot de félicitations et d'encouragement visant à amener du public lorsqu'elle se produit seule en scène au Lucernaire en 1980 pour son tour de chant intitulé "Chansons VQ". La même année, elle accepte un rôle pour le cinéma dans Les Sous-doués de Claude Zidi. 

#### Chanteuse d'opérette

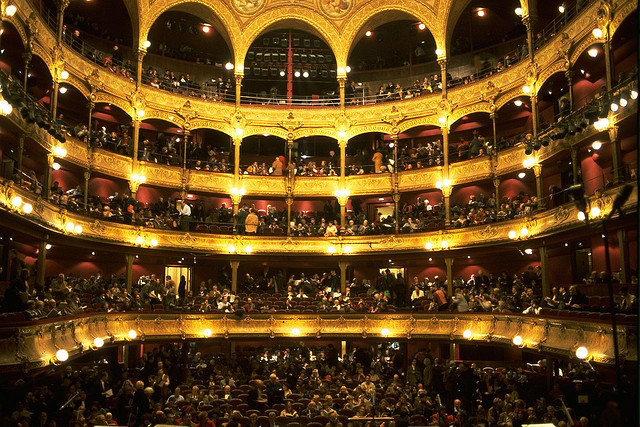
Théâtre du Châtelet

En 1982, elle intègre la troupe du Châtelet à Paris et chante alors dans différentes opérettes comme La Veuve joyeuse ou La Fille de madame Angot.
Elle travaille avec Jérôme Savary en chantant dans son adaptation du Voyage dans la Lune de Jacques Offenbach en 1985.
Elle poursuit sa carrière d'actrice et partage la scène avec Micheline Dax en 1995 dans La Comtesse Dracula, pièce de Philippe Rondest et Michel Frantz, au théâtre Mouffetard.

### Depuis 2000
En 2002, elle met en scène et participe au spectacle Gribouille, l'éternelle éphémère. A cette occasion, elle préface et publie aux éditions Christian Pirot, une anthologie des textes de son amie intitulée Gribouille, je vais mourir demain.
Assez peu présente médiatiquement, elle est cependant régulièrement invitée sur France Musique dans les émissions de Benoît Duteurtre, Marcel Quillévéré ou Martin Penet afin d'évoquer sa carrière et ses nombreuses rencontres. En 2012, elle offre son témoignage dans le documentaire d'Yves Jeuland, Il est minuit Paris s'éveille, aux côtés de Juliette Greco, Charles Aznavour, Jean Rochefort, Francesca Solleville, Serge Lama, Paul Tourenne, Anne Sylvestre et Henri Gougaud.
Le 12 avril 2015, elle donne un récital à l'Européen pour fêter la sortie de son disque Intacte, du nom d'une chanson écrite spécialement pour elle par Claude Lemesle. La même année elle interprète également son tour de chant sur les planches du Théâtre de Poche-Montparnasse. Depuis 2015, elle se produit annuellement au Forum Léo-Ferré d'Ivry-sur-Seine. Le 13 septembre 2022 elle chante à l'espace Georges Brassens de Sète, dans le cadre du festival "Chansons et toiles".
Elle participe à quelques sketchs dans la série Scènes de ménage, sur M6, auprès du couple Raymond et Huguette formé par Gérard Hernandez et Marion Game.
En mai 2024, elle participe au concert d’ouverture du Panthéon de la chanson à la mairie du IXe arrondissement de Paris, en compagnie de nombreux artistes.

## Discographie

### Disques 45 et 33 tours
- 1969 : Marie-Thérèse Orain, EP DECCA (461.187).

– Face 1 : Les quat'saisons (Serge Lama– Yves Gilbert) • Je t'ai tu m'as (Serge Lama– Yves Gilbert).
– Face 2 : Le folklore du pauvre (Serge Lama– Yves Gilbert) • Je me sens toute grise (Serge Lama– Yves Gilbert).
- 1975 : Anthologie de la Chanson paillarde[29]

### CD
- 2015 : Marie-Thérèse Orain, Intacte[30], coup de cœur de l’académie Charles-Cros et prix Jacques-Douai.
- 2023 : Boby Lapointe, les chants d'un imbécile heureux[31].

## Filmographie partielle

### Cinéma
- 1959 : Voulez-vous danser avec moi ? de Michel Boisrond - Mathilde, la bonne du dentiste
- 1960 : La Française et l'Amour - segment La Virginité de Michel Boisrond  - une coiffeuse
- 1961 : Tendre et Violente Élisabeth d'Henri Decoin
- 1976 : Un éléphant ça trompe énormément d'Yves Robert
- 1979 : Le Mors aux dents de Laurent Heynemann - Mme Maud
- 1980 : Mais qu'est-ce que j'ai fait au Bon Dieu pour avoir une femme qui boit dans les cafés avec les hommes ? de Jan Saint-Hamont  - La directrice d'école
- 1980 : Les Sous-doués de Claude Zidi  - Marthe
- 1985 : Le Deuxième Couteau de Josée Dayan  - La dame pipi
- 1987 : Poussière d'ange d'Édouard Niermans  - Mme Menange
- 1988 : La Petite Voleuse de Claude Miller  - La directrice Pigier

#### Doublage (longs métrages d'animation)
- 1998 : Mulan : grand-mère Fa (chant)
- 2006 : Lucas, fourmi malgré lui : Mommo

### Télévision
- 1976 : Adios, mini-série réalisée par André Michel
- 1978 : Au théâtre ce soir - Les Coucous de Guy Grosso et Michel Modo, mise en scène Michel Roux, réalisation Pierre Sabbagh, théâtre Marigny - Mme Monjambier
- 1981 : Julien Fontanes, magistrat - épisode : Le soulier d'or de François Dupont-Midi - Charlotte
- 1983 : La Veuve joyeuse, téléfilm de Roger Gillioz
- 1983 : Un manteau de chinchilla, téléfilm de Claude Othnin-Girard - Mme Poilpot
- 1985 : Châteauvallon - (8 épisodes)
- 2012 : Profilage - épisode :  À votre service de Alexandre Laurent (série TV) : Mme Vanec

#### Publicité
- 2017-2018 : Domitys (Résidences Seniors)
- 2018-2019 : LesFurets.com (Comparateur d'assurances)